# Pan (álbum)
Pan es el decimocuarto álbum de estudio de Luis Alberto Spinetta solista, lanzado en el año 2006. Tiene una inclinación musical hacia Spinetta Jade, debida a la instrumentación y al tipo de teclados, que remiten a los de aquella banda, orientada hacia el jazz rock.  

## Lista de temas
1. Sinfín - 6:09
2. Bolsodios - 6:53
3. Canción de noche - 5:40
4. Proserpina - 3:24
5. No habrá un destino incierto - 5:01
6. Cabecita calesita - 5:23
7. Dale luz al instante - 5:09
8. La flor de Santo Tomé - 4:44
9. Atado a tu frontera - 6:00
10. Preconición - 3:48
11. ¡Qué hermosa estás! - 4:59
12. Espuma mística - 6:07

## Músicos
- Luis Alberto Spinetta: Guitarras y voz.
- Claudio Cardone: Teclados.
- Nerina Nicotra: Bajo.
- Sergio Verdinelli: Batería.
- Graciela Cosceri: Coros.
- Guillermo Vadalá: Guitarra acústica en Sinfín.

## Diseño de carátula
El diseño de la tapa de Pan fue realizado por Alejandro Ros.